# Carlo Asinari
Carlo Asinari Di San Marzano (Turín, 3 de noviembre de 1884-Turín, 17 de mayo de 1969) fue un jinete italiano que compitió en la modalidad de salto ecuestre. Participó en los Juegos Olímpicos de Amberes 1920, obteniendo una medalla de bronce en la prueba por equipos.

## Palmarés internacional
| Juegos Olímpicos | Juegos Olímpicos  | Juegos Olímpicos  | Juegos Olímpicos |
| Año              | Lugar             | Medalla           | Categoría        |
| ---------------- | ----------------- | ----------------- | ---------------- |
| 1920             | Amberes (Bélgica) | Medalla de bronce | Por equipos      |